# Kfar Yona
Kfar Yona (en hebreu: כפר יונה) és una ciutat israeliana que està situada al districte central d'Israel. Aquesta ciutat té una àrea d'11 quilòmetres quadrats i es troba 7 quilòmetres a l'est de Netanya. Amb una jurisdicció d'11.017 dunams (~11 km²). el 2021 tenia 27.898 habitants. El 2014, l'estatus oficial de Kfar Yona va passar de ser un consell local a una ciutat.